# Al-Kindi

Al-Kindi

Abu Yusuf Yaqub ibn Ishaq al-Sabah Al-Kindi (801 - 873) (în arabă, أبو يوسف يعقوب ابن إسحاق الكندي) a fost filozof, matematician, medic, astrolog, astronom, în general om de știință arab.

## Biografie
S-a născut în Kufa, într-o familie aristocrată. Numele său complet era: Abu-Yusuf Ya`qoub ibn `Ishaq ibn al-Sabbah ibn `Omran ibn Isma`il al-Kindi (în arabă: أبو يوسف يعقوب ابن اسحاق ابن الصّبّاح ابن عمران ابن اسماعيل الكندي‎). Tatăl său era chiar guvernatorul regiunii.
Studiile, începute la Kufa, care, în acea perioadă, era un centru al culturii arabe, le continuă la Bagdad. Califul Al-Mamun, remarcând aptitudinea sa pentru studiu, îi stabilește o slujbă la Casa Înțelepciunii (بيت الحكمة; Bait al-Hikma), institut academic (fondat de acest calif la Bagdad), unde se efectuau traduceri din greacă și persană ale textelor științifice.
În 833, califul Al-Mamun moare și este succedat de fratele său Al-Mutasim, care îl angajează pe Al-Kindi ca tutore al fiului său. în 842, stingându-se din viață, califul Al-Mu'tasim este înlocuit de Al-Wathiq, care la rându-i este sucedat, în 847, de Al-Mutawakkil.
Sub acești ultimi doi califi, steaua lui Al-Kindi începe să apună, fie datorită concepțiilor sale filozofico-religioase (care păreau să se abată de la linia ortodoxă a islamului), fie rivalităților dintre marii învățați. Al-Kindi este persecutat, iar biblioteca sa temporar confiscată. Astfel că, după moartea sa, opera sa nu are prea mare popularitate, mai ales că au apărut ulterior mari filozofi ca Avicenna și Al-Farabi care i-au eclipsat
strălucirea.

## Activitate
Al-Kindi a scris circa 200 de lucrări în domenii ca: matematică, filozofie, astronomie, din care foarte puține au supraviețuit timpului.

### Filozofie
Al-Kindi a fost cel mai mare filozof islamic al epocii sale.
Una din principalele sale contribuții în acest domeniu este aceea de a face filozofia greacă și elenistică accesibilă și acceptabilă pentru publicul islamic. Fară traducerile sale, care au constituit un standard pentru limba arabă, nici strălucirea lui Avicenna sau Al-Farabi nu ar fi avut atâta intensitate.
Printre filozofii de care s-a ocupat (și care l-au influențat) putem enumera: Aristotel, Platon, Pophyrius și Proclus.

### Matematică
În acest domeniu a scris patru cărți despre numere (sistemul de numerație indian, armonia numerelor, multiplicări, proporții) punând astfel bazele aritmeticii moderne.
În cadrul geometriei, o atenție deosebită a acordat geometriei sferice, care îi era necesară la calcule astronomice. Un loc deosebit l-a ocupat și studiul dreptelor paralele. O lucrare interesantă a sa, care și astăzi suscită atenția, este comentariul la scrierea lui Arhimede, Măsurarea cercului.
Al-Kindi a considerat matematica o bază a tuturor științelor.

### Fizică
A scris o carte în care a tratat optica geometrică. Lucrarea îl va influența pe Roger Bacon.
În ceea ce privește spațiul și timpul, Al-Kindi le consideră finite, aducând ca argument un paradox al infinitului.

### Chimie
S-a opus conceptelor alchimiste eronate arătând că nu este posibilă transformarea în aur a metalelor comune.

### Medicină
A fost primul care a încercat să determine științific dozele în care trebuie administrate medicamentele.

### Muzică
A studiat modul de realizare a armoniilor produse de diverse combinații de note muzicale. A arătat faptul că, atunci când un sunet este produs, unda generată se transmite în aer și influențează timpanul.

## Scrieri
Al-Kindi a fost un scriitor foarte prolific. Mărturie stau cele 241 de lucrări scrise care, din păcate, nu toate au supraviețuit până azi.
Astfel în domeniul astronomiei a scris 16 cărți, 11 în domeniul aritmeticii, 32 de lucrări sunt dedicate geometriei, medicina este tratată în 22 de cărți, la fizică s-a referit în 12 lucrări, filozofiei i-a dedicat 22 scrieri, logicii 9, în 5 cărți s-a ocupat de psihologie și în sfârșit 7 lucrări le-a dedicat muzicii.
Multe din cărțile sale au fost traduse în latină de către Gerard de Cremona.

## Importanța operei sale
Influența lui Al-Kindi asupra dezvoltării științei și filozofiei a fost semnificativă mai ales în epoca renascentistă, când asistăm la un salt al nivelului culturii și civilizației europene. Lucrările sale au contribuit la dezvoltarea ulterioară a matematicii, fizicii, medicinei, chimiei.
Girolamo Cardano l-a considerat ca fiind unul dintre cele mai strălucitoare spirite ale epocii.